# Servaville-Salmonville
Servaville-Salmonville ist eine französische Gemeinde mit 1.118 Einwohnern (Stand: 1. Januar 2022) im Département Seine-Maritime in der Region Normandie. Sie gehört zum Arrondissement Rouen und zum Kanton Le Mesnil-Esnard (bis 2015: Kanton Darnétal). Die Einwohner werden Servavillais genannt.

## Geographie
Servaville-Salmonville liegt etwa 13 Kilometer ostnordöstlich von Rouen. Umgeben wird Servaville-Salmonville von den Nachbargemeinden Blainville-Crevon im Norden und Nordosten, Grainville-sur-Ry im Osten, Martainville-Épreville im Süden und Südosten, Bois-l’Évêque im Süden und Südwesten, Préaux im Westen und Südwesten sowie La Vieux-Rue im Westen und Nordwesten.

## Einwohnerentwicklung
| 1962                      | 1968 | 1975 | 1982 | 1990 | 1999 | 2006 | 2013 |
| ------------------------- | ---- | ---- | ---- | ---- | ---- | ---- | ---- |
| 321                       | 308  | 460  | 523  | 647  | 778  | 1014 | 1081 |
| Quelle: Cassini und INSEE |      |      |      |      |      |      |      |

## Sehenswürdigkeiten
- Kirche Saint-Clément aus dem 13. Jahrhundert, heutiges Gebäude weitgehend aus dem 18. Jahrhundert
- Herrenhaus von Hémaudière, 1734 erbaut

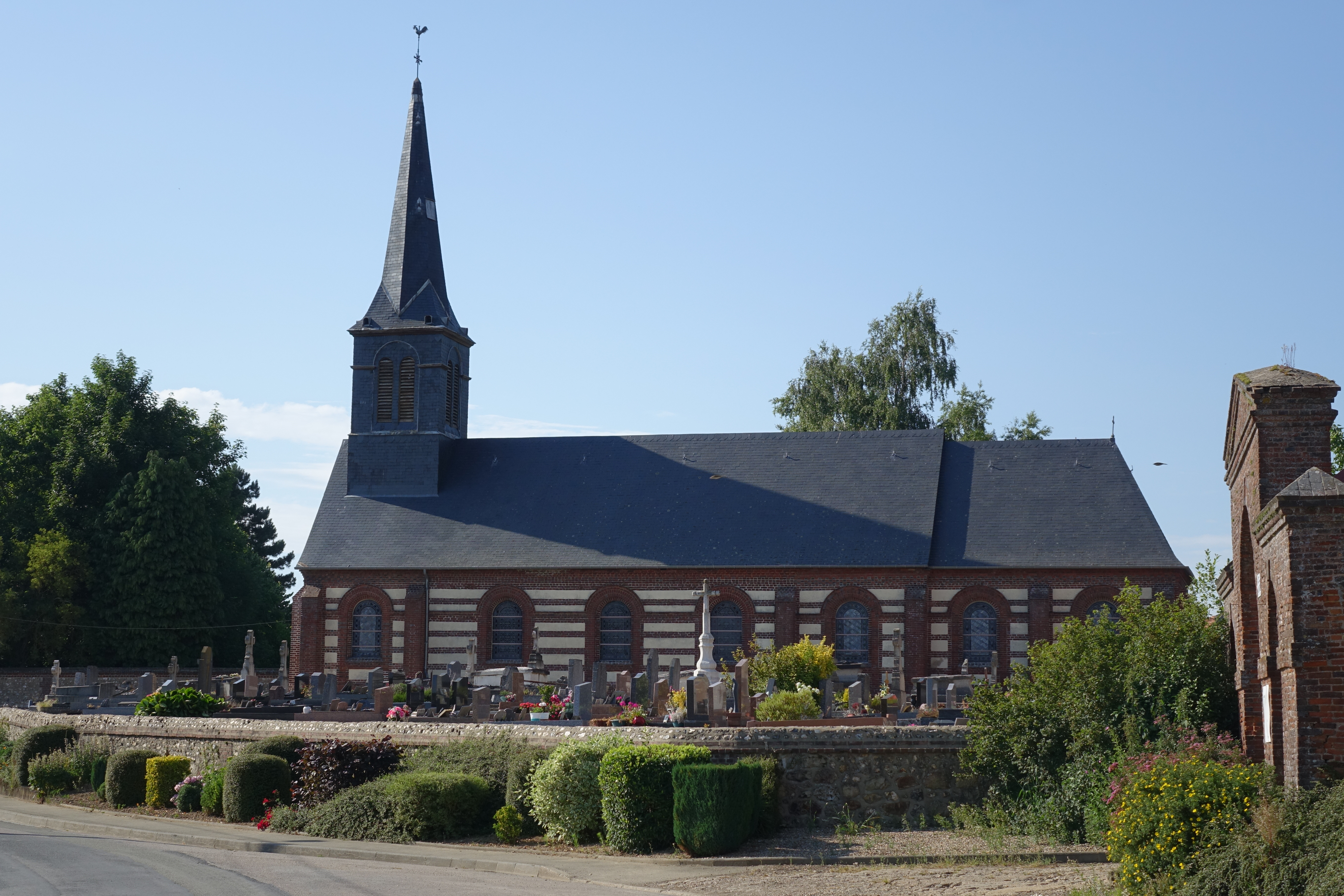
Kirche Saint-Clément

- Großkreuz aus dem 17. Jahrhundert